# Eduard Herbst
Eduard Herbst (1820-1892) était un juriste et homme politique autrichien du XIXe siècle, aux idées libérales.

## Biographie
Né à Vienne, Eduard Herbst a étudié à la Faculté de droit à Vienne, dont il a obtenu un doctorat. Il est ensuite professeur de droit pénal et de la philosophie du droit à Prague en 1858, puis élu député à l'assemblée de Bohème à partir de 1861. Il a ensuite été élu par la Diète à la Chambre basse du Reichsrat autrichien. Il est alors devenu l'un des membres les plus en vue du Parti libéral allemand de l'Empire autrichien, appelé aussi "Parti constitutionnel", car il réclamait une réforme constitutionnelle. Décrit comme un orateur très capable, il est en particulier très proche du principal journal viennois, le Neue Freie Presse.
En décembre 1866, lors d'une réunion décisive des représentants des allemands de Bohème, il proclame ses idéaux de liberté qui vont influencer l'alternance politique rendue inévitable par la déroute autrichienne à la Bataille de Sadowa. En 1867, il devient ministre de la justice dans le gouvernement libéral du Prince Carlos Auersperg, porté par une large majorité parlementaire, aux côtés d'autres grandes figures du parti comme Karl Giskra, président de la Chambre basse, avec lesquelles triomphe une tendance du libéralisme plus doctrinaire, en particulier sur les questions religieuses.
Parmi ses réformes, l'instauration d'un jury en cas de poursuites contre la presse, pour mieux la protéger. Un certain nombre d'autres réformes importantes sont également mises en place à son instigation, parmi lesquelles l'abolition de l'emprisonnement pour dette, ou l'organisation des tribunaux de district. Cependant, en janvier 1868, des manifestations contre sa visite en tant que ministre ont eu lieu à Prague.
Après sa démission, en avril 1870, consécutive au changement de majorité politique, il est resté un leader éminent du Parti constitutionnel allemand. Jusqu'en 1874, il est resté son président.  En 1878, il a vivement rejeté l'annexion de la Bosnie-Herzégovine. Dans les années suivantes, lorsque le gouvernement de Eduard Taaffe a relancé coalition conservatrice-fédéraliste, il a servi à nouveau en tant que nouveau chef de l'opposition. Il a abandonné son ancienne circonscription de Bohème, mais est resté au Parlement jusqu'à sa mort en tant que représentant d'une circonscription de Vienne.